# Jurmala GP
De Jurmala GP was een eendagswielerwedstrijd, die vanaf 2011 tot en met 2013 werd verreden in de stad Jūrmala in Letland. Sinds 2012 maakte de wedstrijd deel uit van de UCI Europe Tour in de categorie 1.1. 

## Lijst van winnaars

### Overwinningen per land
| Overwinningen | Land                        |
| ------------- | --------------------------- |
| 1             | Brazilië , Estland , Italië |